# Гончаренко Павло Євгенович
Павло́ Євге́нович Гончаре́нко — майор Збройних сил України, учасник російсько-української війни.

## З життєпису
Станом на березень 2017-го — військовослужбовець 12-ї бригади армійської авіації.

## Нагороди
За особисту мужність і героїзм, виявлені у захисті державного суверенітету та територіальної цілісності України, вірність військовій присязі, відзначений — нагороджений
- 27 червня 2015 року — орденом Данила Галицького